# جون وودروو بونر
جون وودروو بونر (بالإنجليزية John Woodrow Bonner) وهو سياسي أمريكي كان الحاكم رقم 13 على ولاية مونتانا. ينتمي بونر إلى الحزب الديمقراطي ولد جون وودروو بونر في 16 تموز - يوليو من سنة 1902 شغل بونر منصب النائب العام في ولاية مونتانا من عام 1941 حتى عام 1942 حيث استقال من منصبه للأنضمام إلى الجيش الأمريكي خلال مشاركته في الحرب العالمية الثانية شغل بونر منصب حاكم على ولاية مونتانا ما بين عامي 1949 إلى عام 1953 توفي جون وودروو بونر في 28 أذار - مارس من سنة 1970.